# Cimarron (film, 1931)
Cimarron (alternativ svensk titel: Vilda västerns betvingare) är en amerikansk västernfilm från 1931 i regi av Wesley Ruggles. Filmen är baserad på Edna Ferbers roman Cimarron. I huvudrollerna ses Richard Dix och Irene Dunne. Filmen belönades med tre Oscar, däribland i kategorin Bästa film.

## Handling

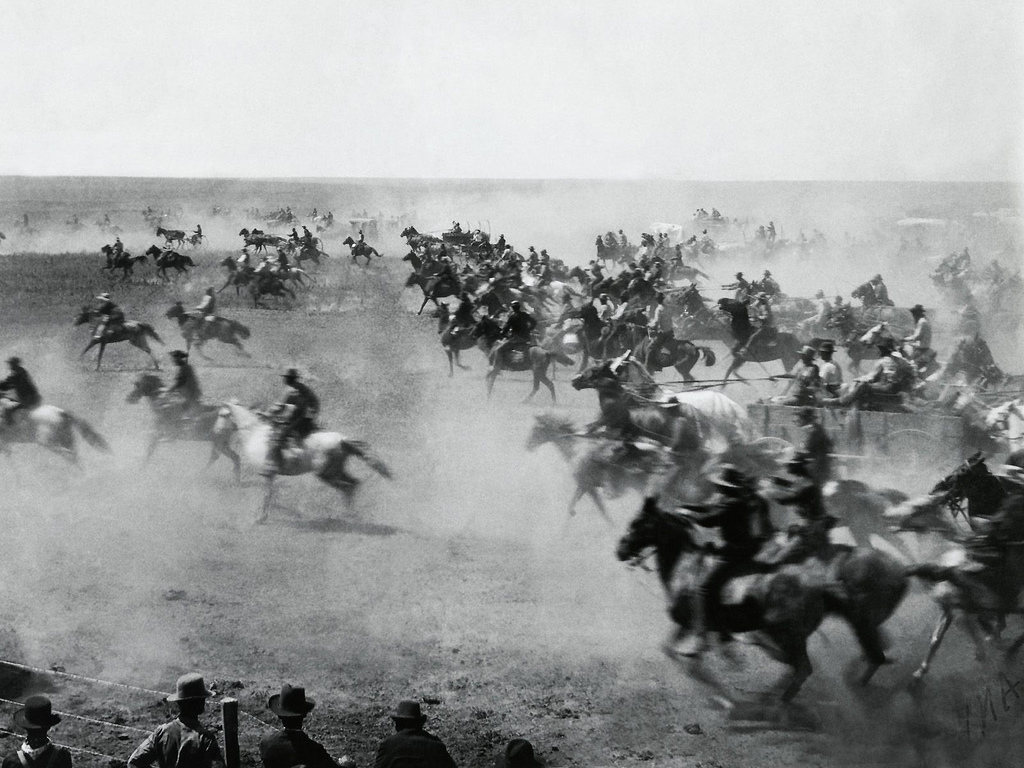
Oklahoma Land Rush, 1893.

Yancey Cravat (Richard Dix) deltar Oklahoma Land Rush 1893, där han lyckades erövra ett landområde. Han blir en av de första nybyggarna i Osage i Oklahoma. Han startar en tidning, men efter en tid ger han sig av och lämnar hustrun Sabra (Irene Dunne) att fortsätta att driva tidningen. Han återkommer efter några år, men försvinner igen. Sabra blir kongressmedlem. Hon inspekterar en oljekälla, men det sker en olycka. En gammal man förhindrar att olyckan blir ännu värre, men får dödliga skador. Det visar sig vara Yancey Cravat, som dör i sin hustrus armar.

## Rollista
- Richard Dix - Yancey Cravat
- Irene Dunne - Sabra
- Estelle Taylor - Dixie Lee
- Nance O'Neil - Felice
- William Collier, Jr. - The Kid
- Roscoe Ates - Jesse Rickey
- George E. Stone - Levy
- Stanley Fields - Yountis
- Robert McWade - Louis Hefner
- Edna May Oliver - Tracy Wyatt
- Judith Barrett - Donna
- Eugene Jackson - Isaiah
- Dennis O'Keefe - ej krediterad